# Élections au Parlement valencien de 2011
Les élections au Parlement valencien de 2011 (en catalan : Eleccions a les Corts Valencianes de 2011, en espagnol : Elecciones a las Cortes Valencianas de 2011) se tiennent le dimanche 22 mai 2011, afin d'élire les 99 députés de la VIIIe législature du Parlement valencien pour un mandat de quatre ans.

## Mode de scrutin
Le Parlement valencien (Corts valencianes) est une assemblée parlementaire monocamérale constituée de 99 députés (diputats) élu pour une législature de quatre ans au suffrage universel direct selon les règles du scrutin proportionnel d'Hondt par l'ensemble des personnes résidant dans la communauté autonome où résidant momentanément à l'extérieur de celle-ci, si elles en font la demande.

### Convocation du scrutin
Conformément à l'article 23 du statut d'autonomie de la Communauté valencienne, le Parlement est élu pour un mandat de quatre ans. L'article 14 de loi électorale valencienne du 1er mars 1987 précise que les élections sont convoquées au moyen d'un décret du président de la Généralité valencienne, publié au Journal officiel, et que le scrutin se tient entre 54 et 60 jours à compter de la publication du décret.

### Nombre de députés par circonscription
L'article 23 du statut d'autonomie prévoit que « le Parlement valencien sera constitué d'un nombre de députés qui ne sera pas inférieur à 99 ». L'article 11 de la loi électorale attribue à chaque circonscription 20 sièges d'office, les 39 mandats restant étant distribués en fonction de la population provinciale. L'article 10 énonce effectivement que « lors des élections au Parlement valencien, chaque province formera une circonscription électorale. ».
Le décret de convocation des élections, publié le 29 mars 2011, dispose que la circonscription d'Alicante se voit attribuer 35 députés, la circonscription de Castellón 24 députés et la circonscription de Valence 40 députés.

### Présentation des candidatures
Peuvent présenter des candidatures, : 
- les partis et fédérations de partis inscrits auprès des autorités ;
- les coalitions de partis et/ou fédérations inscrites auprès de la commission électorale au plus tard dix jours après la convocation du scrutin ;
- les groupes d'électeurs bénéficiant du parrainage d'au moins 1 % des électeurs de la circonscription.

### Répartition des sièges
Seules les listes ayant recueilli au moins 5 % des suffrages valides dans l'ensemble de la communauté autonome peuvent participer à la répartition des sièges à pourvoir dans une circonscription, qui s'organise en suivant différentes étapes : 
- les listes sont classées en une colonne par ordre décroissant du nombre de suffrages obtenus ;
- les suffrages de chaque liste sont divisés par 1, 2, 3... jusqu'au nombre de députés à élire afin de former un tableau ;
- les mandats sont attribués selon l'ordre décroissant des quotients ainsi obtenus[8].

## Campagne

### Principales forces politiques
| Force politique | Force politique                                                    | Force politique | Chef de file                                 | Idéologie                                                                     | Résultats en 2007          |
| --------------- | ------------------------------------------------------------------ | --------------- | -------------------------------------------- | ----------------------------------------------------------------------------- | -------------------------- |
|                 | Parti populaire Partit Popular                                     | PP              | Francisco Camps (Président de la Généralité) | Centre droit à droite Libéral-conservatisme, démocratie chrétienne, unionisme | 53,3 % des voix 54 députés |
|                 | Parti socialiste ouvrier espagnol Partit Socialista Obrer Espanyol | PSOE            | Jorge Alarte                                 | Centre gauche Social-démocratie, progressisme, valencianisme                  | 35,0 % des voix 38 députés |
|                 | Gauche unie du Pays valencien Esquerra Unida del País Valencià     | EUPV            | Marga Sanz (ca)                              | Gauche radicale Écosocialisme, républicanisme, valencianisme                  | En coalition 5 députés     |
|                 | Coalition Compromís Coalició Compromís                             | Compromís       | Enric Morera                                 | Gauche Valencianisme, écologisme, progressisme                                | En coalition 2 députés     |

## Résultat

### Total régional
| Représentation en hémicycle sur un axe gauche-droite du résultat. |                                          |           |       |      |        |               |  |  |
| Partis                                                            | Partis                                   | Voix      | %     | +/-  | Sièges | +/-           |  |  |
|                                                                   | Parti populaire (PP)                     | 1 211 112 | 50,67 | 2,60 | 55     | 1             |  |  |
|                                                                   | Parti socialiste ouvrier espagnol (PSOE) | 687 141   | 28,75 | 6,24 | 33     | 5             |  |  |
|                                                                   | Coalition Compromís (Compromís)          | 176 213   | 7,37  | Nv   | 6      | 4             |  |  |
|                                                                   | Gauche unie du Pays valencien (EUPV)     | 144 703   | 6,05  | Abs  | 5      | en stagnation |  |  |
|                                                                   | Union, progrès et démocratie (UPyD)      | 60 859    | 2,55  | Nv   | 0      | en stagnation |  |  |
|                                                                   | Les Verts et Écopacifistes (VERDS) (ca)  | 31 808    | 1,33  | Nv   | 0      | en stagnation |  |  |
|                                                                   | España 2000 (E2000)                      | 12 191    | 0,51  | 0,27 | 0      | en stagnation |  |  |
|                                                                   | Autres                                   | 66 175    | 2,77  | –    | 0      | en stagnation |  |  |
|                                                                   |                                          |           |       |      |        |               |  |  |
| Votes valides                                                     | Votes valides                            | 2 390 202 | 95,94 |      |        |               |  |  |
| Votes blancs                                                      | Votes blancs                             | 60 670    | 2,43  |      |        |               |  |  |
| Votes nuls                                                        | Votes nuls                               | 40 716    | 1,63  |      |        |               |  |  |
| Total                                                             | Total                                    | 2 491 588 | 100   | –    | 99     | en stagnation |  |  |
| Abstentions                                                       | Abstentions                              | 1 058 099 | 29,81 |      |        |               |  |  |
| Inscrits / Participation                                          | Inscrits / Participation                 | 3 549 687 | 70,19 |      |        |               |  |  |

### Par circonscription
|             |             |           |           |        |               |         |         |        |               |           |           |        |               |  |  |  |  |
| Sièges      | Sièges      | 35        | 35        | 35     | en stagnation | 24      | 24      | 24     | en stagnation | 40        | 40        | 40     | en stagnation |  |  |  |  |
|             |             |           |           |        |               |         |         |        |               |           |           |        |               |  |  |  |  |
|             |             | Nombre    | Nombre    | %      | %             | Nombre  | Nombre  | %      | %             | Nombre    | Nombre    | %      | %             |  |  |  |  |
| Inscrits    | Inscrits    | 1 218 126 | 1 218 126 | 100,00 | 100,00        | 414 292 | 414 292 | 100,00 | 100,00        | 1 917 269 | 1 917 269 | 100,00 | 100,00        |  |  |  |  |
| Abstentions | Abstentions | 387 423   | 387 423   | 31,80  | 31,80         | 124 590 | 124 590 | 30,07  | 30,07         | 546 086   | 546 086   | 28,48  | 28,48         |  |  |  |  |
| Votants     | Votants     | 830 703   | 830 703   | 68,20  | 68,20         | 289 702 | 289 702 | 69,93  | 69,93         | 1 371 183 | 1 371 183 | 71,52  | 71,52         |  |  |  |  |
| Nuls        | Nuls        | 14 010    | 14 010    | 1,69   | 1,69          | 5 963   | 5 963   | 2,06   | 2,06          | 20 743    | 20 743    | 1,51   | 1,51          |  |  |  |  |
| Blancs      | Blancs      | 21 034    | 21 034    | 2,53   | 2,53          | 7 972   | 7 972   | 2,75   | 2,75          | 31 664    | 31 664    | 2,34   | 2,34          |  |  |  |  |
| Exprimés    | Exprimés    | 795 659   | 795 659   | 95,78  | 95,78         | 275 767 | 275 767 | 95,19  | 95,19         | 1 318 776 | 1 318 776 | 96,15  | 96,15         |  |  |  |  |
|             |             |           |           |        |               |         |         |        |               |           |           |        |               |  |  |  |  |
| Partis      | Partis      | Voix      | %         | Sièges | +/-           | Voix    | %       | Sièges | +/-           | Voix      | %         | Sièges | +/-           |  |  |  |  |
|             | PP          | 405 305   | 50,94     | 20     | 1             | 136 353 | 49,45   | 13     | 1             | 669 454   | 50,76     | 22     | 1             |  |  |  |  |
|             | PSOE        | 243 817   | 30,64     | 12     | 2             | 87 983  | 31,90   | 9      | 1             | 355 341   | 26,94     | 12     | 2             |  |  |  |  |
|             | Compromís   | 37 301    | 4,69      | 1      | 1             | 19 115  | 6,93    | 1      | en stagnation | 119 797   | 9,08      | 4      | 3             |  |  |  |  |
|             | EUPV        | 43 881    | 5,52      | 2      | en stagnation | 14 679  | 5,32    | 1      | en stagnation | 86 143    | 6,53      | 2      | en stagnation |  |  |  |  |
|             | Autres      | 65 355    | 8,21      |        |               | 17 637  | 6,39    |        |               | 88 041    | 6,67      |        |               |  |  |  |  |